# Caso Waldheim
Il caso Waldheim (in tedesco: Waldheim-Affäre) è stato un dibattito internazionale circa il coinvolgimento di Kurt Waldheim in crimini di guerra durante il periodo nazista. Iniziato nel 1986 durante la campagna elettorale dell'allora ex Segretario generale delle Nazioni Unite per la carica di Presidente federale dell'Austria, è durato fino alla fine del suo mandato nel 1992, con risonanze anche successive. Waldheim aveva omesso nelle proprie informazioni biografiche le sue attività di ufficiale della Wehrmacht dal 1942 al 1944 e, dopo che queste erano diventate note, aveva negato ogni coinvolgimento nei crimini nazisti e ogni conoscenza degli stessi all'epoca.
Nell'aprile 1987, gli Stati Uniti emisero un divieto di ingresso per il "sospetto criminale di guerra". Nel 1988, una commissione internazionale di storici istituita dal governo austriaco su richiesta di Waldheim scoprì che egli non aveva commesso alcun crimine, ma che era comunque a conoscenza di ordini di omicidi e deportazioni. Aveva facilitato la loro esecuzione in diverse occasioni, ad esempio trasmettendo "rapporti sulla situazione del nemico". A seguito di questa vicenda, per la prima volta in Austria si è discusso apertamente circa il coinvolgimento degli austriaci nei crimini nazisti. Ciò ha minato la tesi vittimistica dello Stato, secondo la quale l'Austria era stata nel 1938 la "prima vittima di Adolf Hitler", ma ha al contempo rafforzato anche il partito popolare di destra, il Partito della Libertà Austriaco.